# Tournoi de tennis de Todi
 (juin 2025).
L'Internazionali di Tennis dell Umbria est un tournoi international de tennis masculin du circuit professionnel Challenger. Il a lieu tous les ans au mois de juin à Todi, en Italie. Il a été créé en 2007 et se joue sur terre battue en extérieur. 
Le tournoi est délocalisé à L'Aquila lors des saisons 2018 et 2019 avant de revenir au calendrier en 2020.

## Palmarès messieurs

### Simple
| Année     | Vainqueur              | Finaliste               | Score           |
| --------- | ---------------------- | ----------------------- | --------------- |
| 2007      | Stefano Galvani        | Adrian Ungur            | 7-5, 6-2        |
| 2008      | Tomas Tenconi          | Rubén Ramírez Hidalgo   | 4-6, 6-3, 6-0   |
| 2009      | Simon Greul            | Adrian Ungur            | 2-6, 6-1, 7-66  |
| 2010      | Carlos Berlocq         | Marcel Granollers       | 6-4, 6-3        |
| 2011      | Carlos Berlocq         | Filippo Volandri        | 6-3, 6-1        |
| 2012      | Andrey Kuznetsov       | Paolo Lorenzi           | 6-3, 2-0 ab.    |
| 2013      | Pere Riba              | Santiago Giraldo        | 7-65, 2-6, 7-66 |
| 2014      | Aljaž Bedene           | Márton Fucsovics        | 2-6, 7-64, 6-4  |
| 2015      | Aljaž Bedene           | Nicolás Kicker          | 7-63, 6-4       |
| 2016      | Miljan Zekić           | Stefano Napolitano      | 6-7, 6-4, 6-3   |
| 2017      | Federico Delbonis      | Marco Cecchinato        | 7-5, 6-1        |
| 2018-2019 | Pas de tournoi         | Pas de tournoi          | Pas de tournoi  |
| 2020      | Yannick Hanfmann       | Bernabe Zapata Miralles | 6-3, 6-3        |
| 2021      | Mario Vilella Martínez | Federico Gaio           | 7-63, 1-6, 6-3  |

### Double
| Année     | Vainqueurs                          | Finalistes                            | Score             |
| --------- | ----------------------------------- | ------------------------------------- | ----------------- |
| 2007      | Daniele Giorgini Alessandro Motti   | Enrico Burzi Stefano Galvani          | 3-6, 7-5, [10-4]  |
| 2008      | Gianluca Naso Walter Trusendi       | Alberto Brizzi Alessandro Motti       | 4-6, 7-63, [10-4] |
| 2009      | Martin Fischer Philipp Oswald       | Pablo Santos Gabriel Trujillo Soler   | 7-5, 6-3          |
| 2010      | Flavio Cipolla Alessio Di Mauro     | Marcel Granollers Gerard Granollers   | 6-1, 6-4          |
| 2011      | Stefano Ianni Luca Vanni            | Martin Fischer Alessandro Motti       | 6-4, 1-6, [11-9]  |
| 2012      | Martin Fischer Philipp Oswald       | Marco Cecchinato Alessio Di Mauro     | 6-3, 6-2          |
| 2013      | Santiago Giraldo Cristian Rodríguez | Andrea Arnaboldi Gianluca Naso        | 4-6, 7-62, [10-3] |
| 2014      | Guillermo Durán Máximo González     | Riccardo Ghedin Claudio Grassi        | 6-1, 3-6, [10-7]  |
| 2015      | Flavio Cipolla Máximo González      | Andreas Beck Peter Gojowczyk          | 6-4, 6-1          |
| 2016      | Marcelo Demoliner Fabrício Neis     | Salvatore Caruso Alessandro Giannessi | 6-1, 3-6, [10-5]  |
| 2017      | Steven de Waard Ben McLachlan       | Marin Draganja Tomislav Draganja      | 67-7, 6-4, [10-7] |
| 2018-2019 | Pas de tournoi                      | Pas de tournoi                        | Pas de tournoi    |
| 2020      | Ariel Behar Andrey Golubev          | Elliot Benchetrit Hugo Gaston         | 6-4, 6-2          |
| 2021      | Francesco Forti Giulio Zeppieri     | Facundo Díaz Acosta Alexander Merino  | 6-3, 6-2          |